# Iron Man 2
Iron Man 2 is een Amerikaanse superheldenfilm die op 26 april 2010 in de Verenigde Staten in wereldpremière ging. De productie is gebaseerd op de superheld Iron Man van Marvel Comics en het vervolg op de film Iron Man uit 2008. Jon Favreau regisseerde beide delen en Robert Downey jr. speelde voor de tweede keer het titelpersonage. Het is de derde film in het Marvel Cinematic Universe.

## Verhaal
Sinds Tony Stark heeft bekendgemaakt Iron Man te zijn, is hij populairder dan ooit. Hij wordt echter gewantrouwd door het Amerikaanse leger daar hij blijft weigeren zijn Iron Man-harnas aan hen te geven omdat het volgens hem geen wapen maar een geavanceerde prothese is. Justin Hammer, een rivaal van Stark, krijgt de opdracht het pak na te maken, maar slaagt hier niet in.
Tony organiseert net als zijn vader in 1978 een tentoonstelling genaamd Stark Expo, waarbij wetenschappers van over de wereld bijeen zullen komen. Ondertussen blijkt dat het palladium, wat Tony gebruikt om zijn pak en zijn hartmagneet van stroom te voorzien, hem langzaam vergiftigt. Hij kan echter geen goed alternatief vinden en zal spoedig sterven. Dit maakt dat Tony steeds roekelozer wordt. Zo neemt hij deel aan de race op het Circuit de Monaco. Hier wordt hij aangevallen door de Rus Ivan Vanko, die de familie Stark haat om haar verleden als munitie- en wapenfabrikant en voor het feit dat Vanko's vader, een voormalig zakenpartner van Tony’s vader, door hen is ontslagen en zo in diepe armoede belandde. Hij maakt gebruik van een eigen soort harnas gelijk aan dat van Tony. Tony kan hem verslaan, en Vanko wordt gearresteerd. Hammer laat Vanko echter uit de gevangenis bevrijden zodat hij hem kan helpen Iron Mans harnas na te maken. Vanko ontwerpt voor Hammer een reeks androïden met dezelfde krachten als Iron Man.
Wanneer Stark tijdens een feestje dronken wordt en zo een gevaar vormt voor iedereen in zijn omgeving, is zijn vriend, luitenant James Rhodes, gedwongen in te grijpen. Hij moet hiervoor noodgedwongen het iets verouderde Iron Man Mark II-harnas stelen. Na de dronken Iron Man te hebben verslagen, brengt Rhodes het pak naar het leger. Deze haalt Hammer erbij om het pak te verbeteren met een reeks wapens. Het resultaat is War Machine.
Tony wordt bezocht door Nick Fury en Natasha Romanoff van S.H.I.E.L.D. Hij geeft Tony een videoboodschap van zijn vader uit 1978. Door deze boodschap ontdekt Tony dat de opzet van de Stark Expo uit 1978 eigenlijk een blauwdruk is van een nog onbekend element dat als niet-giftige vervanger van palladium kan dienen. Hij maakt dit element en voorkomt zo zijn dood door palladium-vergiftiging.
Op de Stark Expo demonstreert Hammer zijn androïden, geleid door Rhodes in het War Machine-pak. Vanko kraakt echter de software van de androïden en zet ze aan tot het aanvallen van Iron Man en iedereen op de Expo. Ook het War Machine-pak wordt door hem overgenomen. Romanoff slaagt erin de controle over het War Machine-pak terug te geven aan Rhodes, waarna Iron Man en Rhodes de androïden verslaan. Vervolgens bevechten ze Vanko, die voor zichzelf ook een nieuw harnas heeft ontworpen. Vanko wordt verslagen en sterft wanneer zijn harnas ontploft. Hammer wordt gearresteerd.
Rhodes besluit het pak te houden en zelf ook een superheld te worden. Ondertussen krijgt Tony van Nick Fury plannen te zien voor het "Avengers Initiative".
Na de credits komt er nog een scène waarin S.H.I.E.L.D.-agent Coulson (Clark Gregg) de ontdekking doet van een grote hamer op de bodem van een krater, in een woestijn in New Mexico. Deze scène komt ook weer voor in de film Thor.

## Rolverdeling
| Acteur              | Personage                                        |
| ------------------- | ------------------------------------------------ |
| Robert Downey jr.   | Tony Stark / Iron Man                            |
| Gwyneth Paltrow     | Virginia 'Pepper' Potts                          |
| Don Cheadle         | Lt. Colonel James Rhodes / War Machine           |
| Mickey Rourke       | Ivan Vanko / Whiplash                            |
| Sam Rockwell        | Justin Hammer                                    |
| Scarlett Johansson  | Natalie Rushman / Natasha Romanoff / Black Widow |
| Samuel L. Jackson   | Nick Fury                                        |
| Clark Gregg         | Agent Phil Coulson                               |
| John Slattery       | Howard Stark                                     |
| Garry Shandling     | Senator Stern                                    |
| Paul Bettany        | J.A.R.V.I.S. (stem)                              |
| Kate Mara           | U.S. Marshal                                     |
| Leslie Bibb         | Christine Everhart                               |
| Jon Favreau         | Happy Hogan                                      |
| Evgenily Lazarev    | Anton Vanko                                      |
| Olivia Munn         | Chess Roberts                                    |
| DJ AM               | Zichzelf                                         |
| Christiane Amanpour | Haarzelf                                         |
| Stan Lee            | Zichzelf                                         |
| Larry Ellison       | Zichzelf                                         |
| Elon Musk           | Zichzelf                                         |
| Bill O'Reilly       | Zichzelf                                         |
| Max Favreau         | Peter Parker                                     |

## Achtergrond

### Ontwikkeling
Jon Favreau had oorspronkelijk het plan om een trilogie van Iron Man films te maken, met in de tweede film Obadiah Stane als de Iron Monger. Hij werd na overleg met verschillende stripschrijvers, waaronder Mark Millar, echter al gebruikt als schurk voor de eerste film. Er waren plannen om voor de tweede film alsnog Mandarin te gebruiken als de schurk, maar de producers vonden hem te fantasy-achtig. In plaats daarvan werd Ivan Vanko geïntroduceerd als schurk van de film. Hij is een combinatie van Iron Mans tegenstanders Whiplash en Crimson Dynamo.
Tijdens de ontwikkeling besloot Favreau om Starks alcoholisme uit de strips in de film te verwerken, maar dit werd later veranderd in een palladium-vergiftiging.
In juli 2008 tekende Justin Theroux voor het schrijven van het scenario, gebaseerd op het verhaal van Jon Favreau en Robert Downey jr. Shane Black gaf eveneens wat advies voor het scenario, waaronder om Tony Stark te modelleren naar J. Robert Oppenheimer. Adi Granov ontwierp net als voor de eerste film Iron Mans harnassen.

### Opnames
Opnames voor de film begonnen in april 2009 in de Pasadena Masonic Temple, onder de valse werktitel “Rasputin”. Tevens werden er opnames gemaakt in de Edwards Air Force Base.
Actrice Olivia Munn kreeg volgens eigen zeggen uiteindelijk een andere rol in de film dan aanvankelijk de bedoeling was, waardoor veel scènes met haar opnieuw moesten worden opgenomen.
De scènes op de race van Monaco werden opgenomen op de parkeerplaats van Downey Studios nadat de crew geen toestemming kreeg om te filmen op het echte circuit tijdens de Grand Prix Formule 1 van Monaco 2009. Perception was verantwoordelijk voor de effecten in de film.

### Filmmuziek
De muziek voor de film is gemaakt door AC/DC en verscheen op 16 april 2010. Op 24 april 2010 kwam het album binnen op nummer 5 in de Nederlandse Album Top 100 en nummer 22 in de Vlaamse Ultratop 50-albumlijst.
De nummers zijn:
| Nr. | Titel                                  | Duur |
| --- | -------------------------------------- | ---- |
| 1   | "Ivan's Metamorphosis"                 | 5:47 |
| 2   | "House Fight V1"                       | 5:47 |
| 3   | "Making Pepper CEO"                    | 1:08 |
| 4   | "Senate / Ivan Creates Drones"         | 3:37 |
| 5   | "Make Way For Tomorrow - Expo Version" | 0:53 |
| 6   | "Rhodey Dons Suit"                     | 0:56 |
| 7   | "Dying Hero"                           | 1:51 |
| 8   | "Natalie Intro"                        | 1:03 |
| 9   | "Monaco Drive"                         | 0:41 |
| 10  | "Mayhem In Monaco"                     | 7:25 |
| 11  | "Jailhouse Talk"                       | 2:24 |
| 12  | "Ivan Escapes"                         | 1:42 |
| 13  | "Gun Show"                             | 2:10 |
| 14  | "Tony Discovers Dad's Secret"          | 4:09 |
| 15  | "Sledgehammer V2"                      | 2:39 |
| 16  | "Nick Fury"                            | 1:29 |
| 17  | "New Element / Particle Accelerator"   | 6:14 |
| 18  | "Sledgehammer"                         | 1:07 |
| 19  | "New RT / To The Expo"                 | 1:43 |
| 20  | "Black Widow Kicks Ass"                | 2:11 |
| 21  | "Iron Man Battles The Drones"          | 8:00 |
| 22  | "Ivan's Demise / The Kiss"             | 5:05 |
| 23  | "Thor"                                 | 0:39 |
| 24  | "I Am Iron Man"                        | 1:30 |
| 25  | "Make Way For Tomorrow Today"          | 1:51 |

#### Hitnoteringen

##### NederlandseAlbum Top 100
| Hitnotering: 24-04-2010 t/m 21-08-2010 | Hitnotering: 24-04-2010 t/m 21-08-2010 | Hitnotering: 24-04-2010 t/m 21-08-2010 | Hitnotering: 24-04-2010 t/m 21-08-2010 | Hitnotering: 24-04-2010 t/m 21-08-2010 | Hitnotering: 24-04-2010 t/m 21-08-2010 | Hitnotering: 24-04-2010 t/m 21-08-2010 | Hitnotering: 24-04-2010 t/m 21-08-2010 | Hitnotering: 24-04-2010 t/m 21-08-2010 | Hitnotering: 24-04-2010 t/m 21-08-2010 | Hitnotering: 24-04-2010 t/m 21-08-2010 | Hitnotering: 24-04-2010 t/m 21-08-2010 | Hitnotering: 24-04-2010 t/m 21-08-2010 | Hitnotering: 24-04-2010 t/m 21-08-2010 | Hitnotering: 24-04-2010 t/m 21-08-2010 | Hitnotering: 24-04-2010 t/m 21-08-2010 | Hitnotering: 24-04-2010 t/m 21-08-2010 | Hitnotering: 24-04-2010 t/m 21-08-2010 | Hitnotering: 24-04-2010 t/m 21-08-2010 | Hitnotering: 24-04-2010 t/m 21-08-2010 |
| Week:                                  | 1                                      | 2                                      | 3                                      | 4                                      | 5                                      | 6                                      | 7                                      | 8                                      | 9                                      | 10                                     | 11                                     | 12                                     | 13                                     | 14                                     | 15                                     | 16                                     | 17                                     | 18                                     |                                        |
| -------------------------------------- | -------------------------------------- | -------------------------------------- | -------------------------------------- | -------------------------------------- | -------------------------------------- | -------------------------------------- | -------------------------------------- | -------------------------------------- | -------------------------------------- | -------------------------------------- | -------------------------------------- | -------------------------------------- | -------------------------------------- | -------------------------------------- | -------------------------------------- | -------------------------------------- | -------------------------------------- | -------------------------------------- | -------------------------------------- |
| Positie:                               | 5                                      | 16                                     | 20                                     | 28                                     | 33                                     | 34                                     | 47                                     | 51                                     | 47                                     | 65                                     | 62                                     | 96                                     | 92                                     | 95                                     | 93                                     | 78                                     | 75                                     | 87                                     | uit                                    |

##### VlaamseUltratop 100Albums
| Hitnotering: (Week 1 t/m 23) 24-04-2010 t/m 25-09-2010 Hitnotering: (Week 24 t/m 30) 25-12-2010 t/m 05-02-2011 Hitnotering: (Week 31 t/m 33) 18-06-2011 t/m 02-07-2011 | Hitnotering: (Week 1 t/m 23) 24-04-2010 t/m 25-09-2010 Hitnotering: (Week 24 t/m 30) 25-12-2010 t/m 05-02-2011 Hitnotering: (Week 31 t/m 33) 18-06-2011 t/m 02-07-2011 | Hitnotering: (Week 1 t/m 23) 24-04-2010 t/m 25-09-2010 Hitnotering: (Week 24 t/m 30) 25-12-2010 t/m 05-02-2011 Hitnotering: (Week 31 t/m 33) 18-06-2011 t/m 02-07-2011 | Hitnotering: (Week 1 t/m 23) 24-04-2010 t/m 25-09-2010 Hitnotering: (Week 24 t/m 30) 25-12-2010 t/m 05-02-2011 Hitnotering: (Week 31 t/m 33) 18-06-2011 t/m 02-07-2011 | Hitnotering: (Week 1 t/m 23) 24-04-2010 t/m 25-09-2010 Hitnotering: (Week 24 t/m 30) 25-12-2010 t/m 05-02-2011 Hitnotering: (Week 31 t/m 33) 18-06-2011 t/m 02-07-2011 | Hitnotering: (Week 1 t/m 23) 24-04-2010 t/m 25-09-2010 Hitnotering: (Week 24 t/m 30) 25-12-2010 t/m 05-02-2011 Hitnotering: (Week 31 t/m 33) 18-06-2011 t/m 02-07-2011 | Hitnotering: (Week 1 t/m 23) 24-04-2010 t/m 25-09-2010 Hitnotering: (Week 24 t/m 30) 25-12-2010 t/m 05-02-2011 Hitnotering: (Week 31 t/m 33) 18-06-2011 t/m 02-07-2011 | Hitnotering: (Week 1 t/m 23) 24-04-2010 t/m 25-09-2010 Hitnotering: (Week 24 t/m 30) 25-12-2010 t/m 05-02-2011 Hitnotering: (Week 31 t/m 33) 18-06-2011 t/m 02-07-2011 | Hitnotering: (Week 1 t/m 23) 24-04-2010 t/m 25-09-2010 Hitnotering: (Week 24 t/m 30) 25-12-2010 t/m 05-02-2011 Hitnotering: (Week 31 t/m 33) 18-06-2011 t/m 02-07-2011 | Hitnotering: (Week 1 t/m 23) 24-04-2010 t/m 25-09-2010 Hitnotering: (Week 24 t/m 30) 25-12-2010 t/m 05-02-2011 Hitnotering: (Week 31 t/m 33) 18-06-2011 t/m 02-07-2011 | Hitnotering: (Week 1 t/m 23) 24-04-2010 t/m 25-09-2010 Hitnotering: (Week 24 t/m 30) 25-12-2010 t/m 05-02-2011 Hitnotering: (Week 31 t/m 33) 18-06-2011 t/m 02-07-2011 | Hitnotering: (Week 1 t/m 23) 24-04-2010 t/m 25-09-2010 Hitnotering: (Week 24 t/m 30) 25-12-2010 t/m 05-02-2011 Hitnotering: (Week 31 t/m 33) 18-06-2011 t/m 02-07-2011 | Hitnotering: (Week 1 t/m 23) 24-04-2010 t/m 25-09-2010 Hitnotering: (Week 24 t/m 30) 25-12-2010 t/m 05-02-2011 Hitnotering: (Week 31 t/m 33) 18-06-2011 t/m 02-07-2011 | Hitnotering: (Week 1 t/m 23) 24-04-2010 t/m 25-09-2010 Hitnotering: (Week 24 t/m 30) 25-12-2010 t/m 05-02-2011 Hitnotering: (Week 31 t/m 33) 18-06-2011 t/m 02-07-2011 | Hitnotering: (Week 1 t/m 23) 24-04-2010 t/m 25-09-2010 Hitnotering: (Week 24 t/m 30) 25-12-2010 t/m 05-02-2011 Hitnotering: (Week 31 t/m 33) 18-06-2011 t/m 02-07-2011 | Hitnotering: (Week 1 t/m 23) 24-04-2010 t/m 25-09-2010 Hitnotering: (Week 24 t/m 30) 25-12-2010 t/m 05-02-2011 Hitnotering: (Week 31 t/m 33) 18-06-2011 t/m 02-07-2011 | Hitnotering: (Week 1 t/m 23) 24-04-2010 t/m 25-09-2010 Hitnotering: (Week 24 t/m 30) 25-12-2010 t/m 05-02-2011 Hitnotering: (Week 31 t/m 33) 18-06-2011 t/m 02-07-2011 | Hitnotering: (Week 1 t/m 23) 24-04-2010 t/m 25-09-2010 Hitnotering: (Week 24 t/m 30) 25-12-2010 t/m 05-02-2011 Hitnotering: (Week 31 t/m 33) 18-06-2011 t/m 02-07-2011 | Hitnotering: (Week 1 t/m 23) 24-04-2010 t/m 25-09-2010 Hitnotering: (Week 24 t/m 30) 25-12-2010 t/m 05-02-2011 Hitnotering: (Week 31 t/m 33) 18-06-2011 t/m 02-07-2011 |
| Week: | 1 | 2 | 3 | 4 | 5 | 6 | 7 | 8 | 9 | 10 | 11 | 12 | 13 | 14 | 15 | 16 | 17 | 18 |
| --- | --- | --- | --- | --- | --- | --- | --- | --- | --- | --- | --- | --- | --- | --- | --- | --- | --- | --- |
| Positie: | 22 | 2 | 1 | 1 | 1 | 3 | 4 | 3 | 3 | 4 | 7 | 17 | 27 | 25 | 22 | 24 | 35 | 42 |
| Week: | 19 | 20 | 21 | 22 | 23 | | 24 | 25 | 26 | 27 | 28 | 29 | 30 | | 31 | 32 | 33 | |
| Positie: | 44 | 63 | 95 | 70 | 85 | uit | 80 | 90 | 82 | 62 | 48 | 47 | 64 | uit | 69 | 81 | 86 | uit |

### Uitgave en ontvangst
De film werd voor uitkomst aangekondigd op onder andere San Diego Comic-Con. Auteur Alexander C. Irvine bewerkte het scenario tot een roman, die in april 2010 uitkwam. Tevens bracht Marvel Comics ter promotie van de film een stripreeks uit getiteld “Iron Man vs Whiplash”. De uiteindelijke première van de film werd vervroegd naar april 2010 om het wereldkampioenschap voetbal voor te zijn.
De film werd over het algemeen positief ontvangen door critici, met 74% score op Rotten Tomatoes. Metacritic gaf de film een score van 57%. Onder critici die tevreden waren over de film bevinden zich Brian Lowry van Variety en David Edelstein van New York Magazine.
Financieel was Iron Man 2 een succes. De film bracht de eerste vijf dagen $ 100,2 miljoen op in 6764 bioscopen. De film had in 2010 het op vijf na meest succesvolle openingsweekend na Pirates of the Caribbean: Dead Man's Chest. De film bracht wereldwijd uiteindelijk $ 621.730.345 op, waarmee het in de Verenigde Staten de op twee na meest succesvolle film van 2010 was.

### Connecties met andere films
Iron Man 2 is onderdeel van het Marvel Cinematic Universe; een reeks live-action films die zich allemaal afspelen in hetzelfde fictieve universum:
- De film is het vervolg op Iron Man.
- Samuel L. Jackson is ook te zien als Nick Fury in Iron Man, Captain America: The First Avenger, The Avengers, Captain America: The Winter Soldier en vele andere films.
- In de film wordt voor het eerst vermelding gemaakt van plannen tot het vormen van de Avengers. Een film over dit team verscheen in 2012, getiteld The Avengers.
- In een bonusscène na de aftiteling wordt melding gemaakt over een gevonden hamer, die mogelijk toebehoort aan Thor. Dit is een referentie naar de film Thor uit 2011.
- Een prototype van het schild van Captain America wordt door Tony Stark gebruikt om zijn creatie te balanceren.
- In 2017 werd bevestigd dat het kleine jongetje met de Iron Man-helm op Peter Parker is in zijn jongere jaren. In 2016 maakten de 2 voor het eerst kennis in de film Captain America: Civil War.

## Prijzen en nominaties
| Jaar | Prijs                 | Categorie | Resultaat   |
| ---- | --------------------- | --- | ----------- |
| 2010 | Hollywood Film Award  | Visuele Effecten van het Jaar                                                                                   | Gewonnen    |
| 2010 | Satellite Award       | Beste Geluid (Mixing & Editing)                                                                                 | Genomineerd |
| 2010 | Satellite Award       | Beste Visuele Effecten                                                                                          | Genomineerd |
| 2010 | Teen Choice Awards    | Choice Gevecht in Film/Actiescène: Don Cheadle, Robert Downey jr. (Iron Man & War Machine vs The Hammer Drones) | Genomineerd |
| 2010 | Teen Choice Awards    | Choice Slechterik Film: Mickey Rourke                                                                           | Genomineerd |
| 2010 | Teen Choice Awards    | Choice Dans Film: Robert Downey jr.                                                                             | Genomineerd |
| 2011 | People's Choice Award | Favoriete Actiefilm                                                                                             | Gewonnen    |
| 2011 | People's Choice Award | Favoriete Film                                                                                                  | Genomineerd |
| 2011 | People's Choice Award | Favoriete Filmacteur: Robert Downey jr.                                                                         | Genomineerd |
| 2011 | People's Choice Award | Favoriete Actiester: Robert Downey jr.                                                                          | Genomineerd |
| 2011 | People's Choice Award | Favoriet Team: Robert Downey, Jr. & Don Cheadle                                                                 | Genomineerd |